# 충주대소원초등학교
충주대소원초등학교는 충청북도 충주시 대소원면 본리에 있는 공립 초등학교이다. 2020년 초·중 통합학교 형태로 현 위치로 이전하였다.

## 학교 연혁
- 1919년 9월 5일 대소원공립보통학교 개교설립인가 6월 26일
- 1938년 4월 1일 명칭 변경 (대소원공립심상소학교)
- 1941년 4월 1일 명칭 변경 (대소원공립국민학교)
- 1972년 12월 30일 신축 교사 준공(대소새마을길 10)
- 1994년 10월 20일 즐거운 교실 시범 운영 공개 발표
- 1996년 3월 1일 대소원초등학교로 개칭
- 1997년 3월 1일 이안초등학교 통폐합
- 2020년 3월 1일 충주대소원초등학교로 변경 및 현 위치로 신축 이전
- 2019년 4월 28일 대소원총동문회 100주면 기념탑 제막식
- 2020년 2월 29일 (구) 대소원초등학교 폐지
- 2020년 3월 1일 제1대 류병완 교장 부임
- 2020년 3월 2일 유치원 3 학급, 초등 12학급(특수학급 2학급 포함), 중등 4학급 편성
- 2020년 6월 1일 유치원 3 학급, 초등 13학급(특수학급 2학급 포함), 중등 4학급 편성
- 2020년 9월 1일 제2대 오병진 교장 부임
- 2021년 1월 13일 제100회 졸업 29명(남16, 여13) 누적 졸업생수 6,908명
- 2021년 3월 2일 유치원 3 학급, 초등 14학급(특수학급 2학급 포함), 중등 5학급 편성

## 학교 위치
- 1919년 9월 5일 ~ 1972년 12월 29일 : 대소원로 108 (대소리 / 現 한영아파트)
- 1973년 3월 1일 ~ 2020년 2월 28일 : 대소새마을길 10 (본리 / 現 놀이교육지원센터놀샘터)
- 2020년 3월 2일 ~ (현재) : 첨단산업4로 48 (본리 / 초·중 통합학교)

## 학교 상징
- 교화 - 목백일홍 : 꽃이 100일 동안 피어 있어 백일홍이라고도 부르며, 학생들의 꿈과 희망이 오래 지속되기를 바라는 마음을 의미함.
- 교목 - 회화나무 : 회화나무는 선비나무 또는 학자수(學者樹)라고도 부르며, 영문 이름도 Scholar tree로서 큰학자 또는 큰 인물을 의미함.

## 참고 자료
- 충주대소원초등학교 - 한국교육학술정보원 학교알리미